# Агриппа Кастор
Агри́ппа Ка́стор (др.-греч. Ἀγρίππα Κάστορος, лат. Agrippa Castor) — христианский писатель, богослов, апологет II века.
Агриппа написал сочинение-опровержение 24-томного сочинения, написанного еретиком Василидом против Евангелия, в котором показал заблуждения гностицизма и ложь его ереси. Агриппа объяснил, что имена пророков — Варкавв, Варкоф и Вархобанд и другие, никогда не существовали, как и они сами; а были выдуманы Василидом, чтобы ввести в заблуждение впечатлительных людей; имя же верховного бога Абраксаса (у Василида) также выдумано; причём, согласно подсчётам греков, сумма числовых значений семи греческих букв, входящих в слово «Абраксас», должна составить триста шестьдесят пять — количество дней в году. В этом же сочинении Агриппа повествует о том, что Василид учит вкушать идоложертвенное и спокойно отрекаться от веры во время гонений; предписывает, следуя Пифагору, пятилетнее молчание приходящим к нему.
Сведения об Агриппе Касторе сообщают Евсевий Кесарийский в сочинении «Церковная история» и Иероним Стридонский в сочинении «О знаменитых мужах». Сочинения Агриппы Кастора до нас не дошли, отрывок из Истории Евсевия помещён в пятом томе собрания трудов «Греческая патрология».